# ام‌آرتی (بانکوک)
ام‌آرتی (انگلیسی: MRT) سیستم قطار شهری در شهر بانکوک و حومه در کشور تایلند است.
این قطار شهری که در سال ۲۰۰۴ تأسیس شده دارای ۲ خط، ۳۵ ایستگاه و ۴۳ کیلومتر طول می‌باشد.

## نقشه

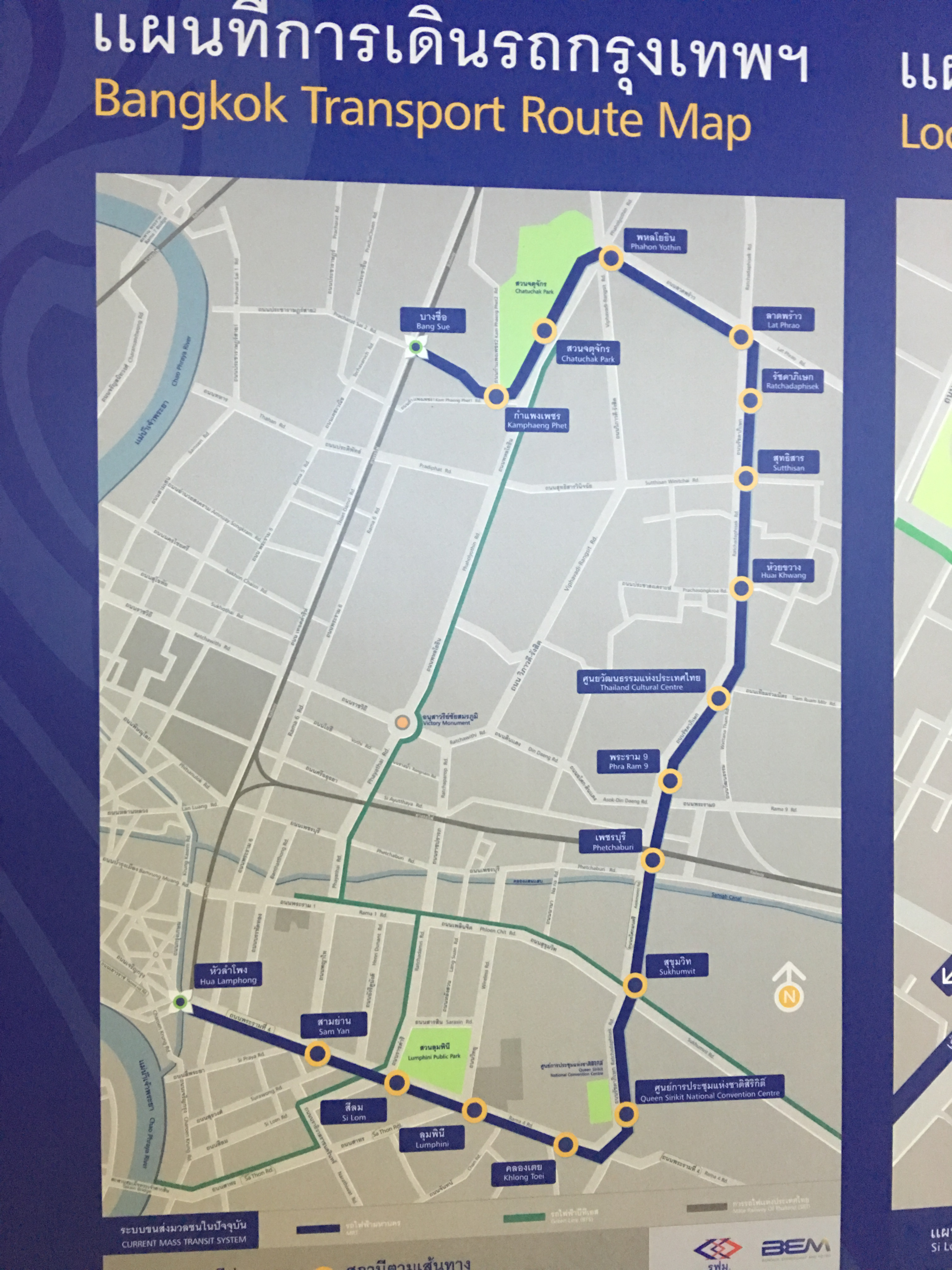
نقشه

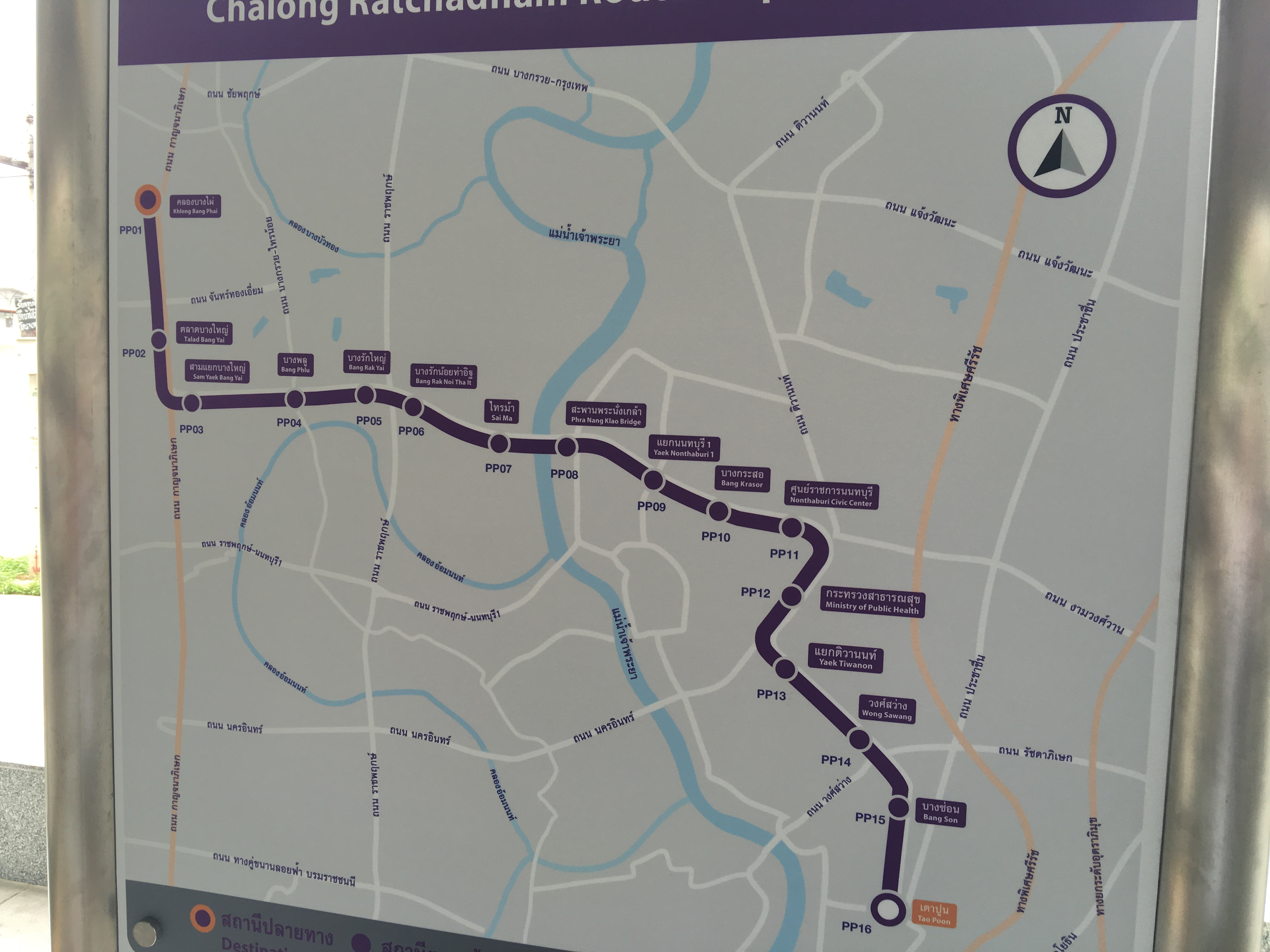
نقشه

## نگارخانه

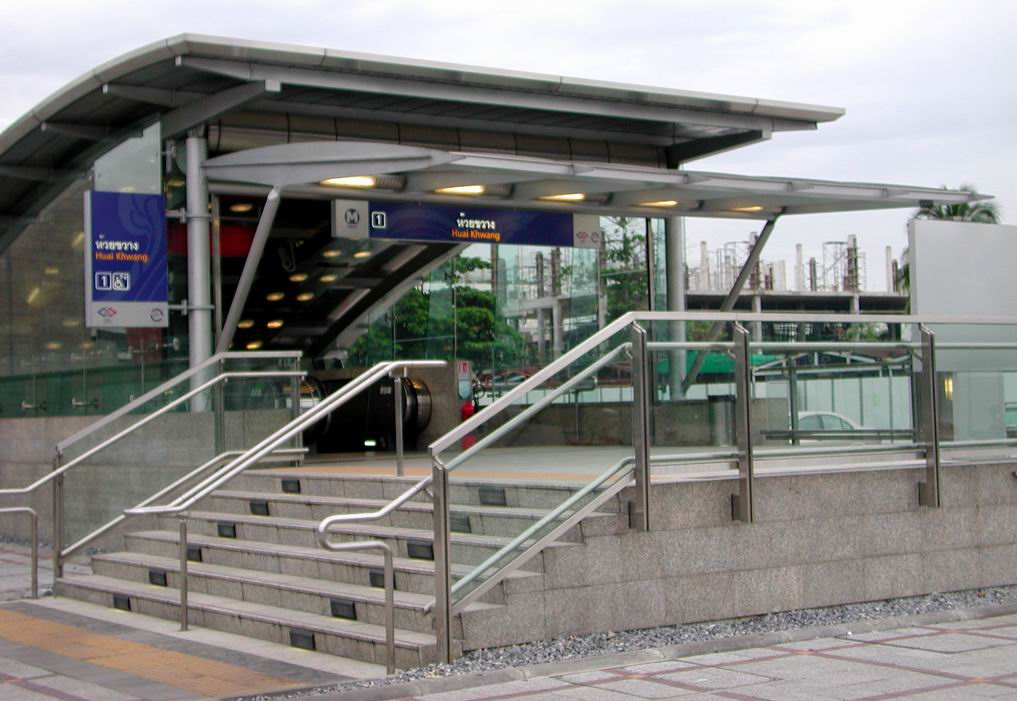
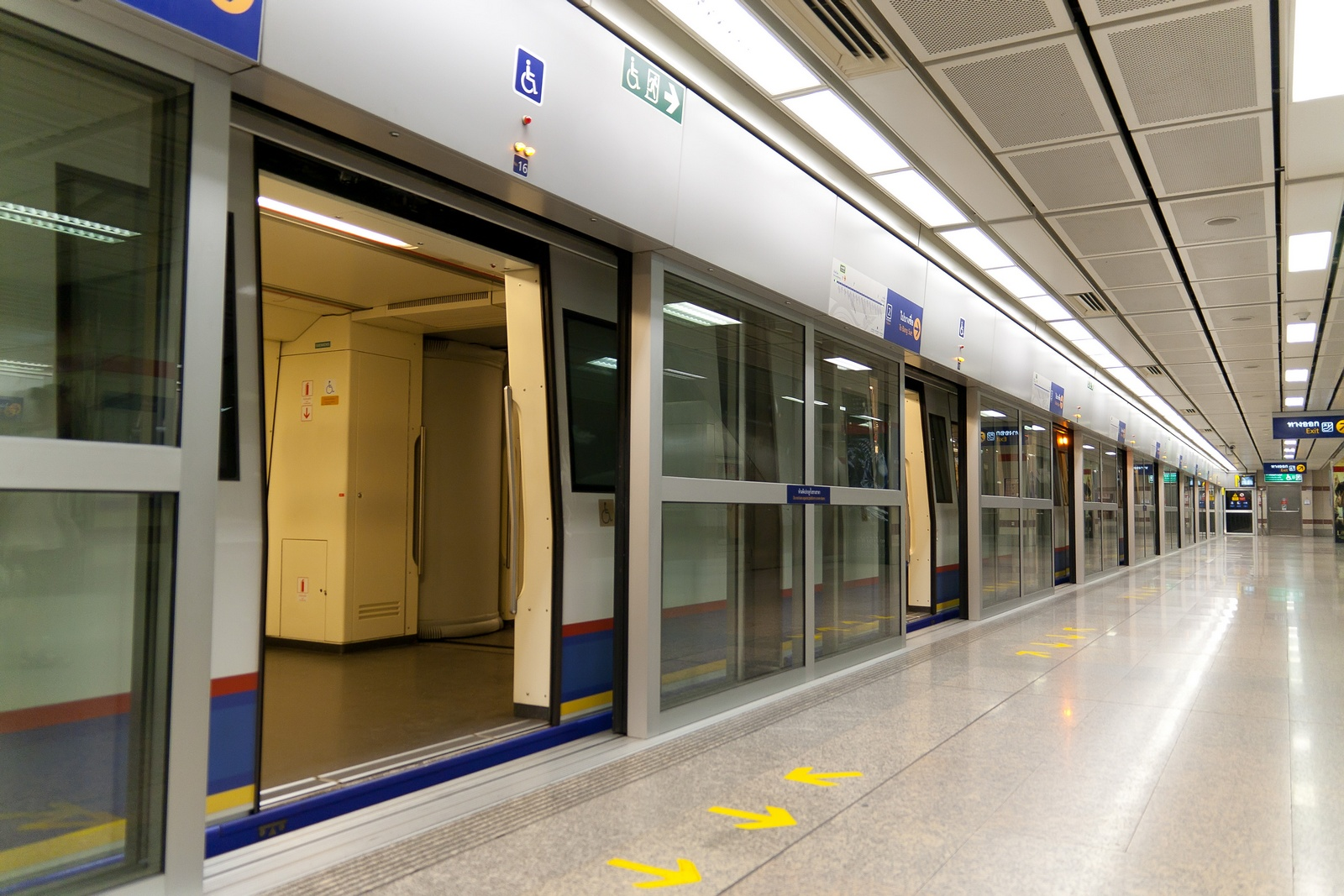
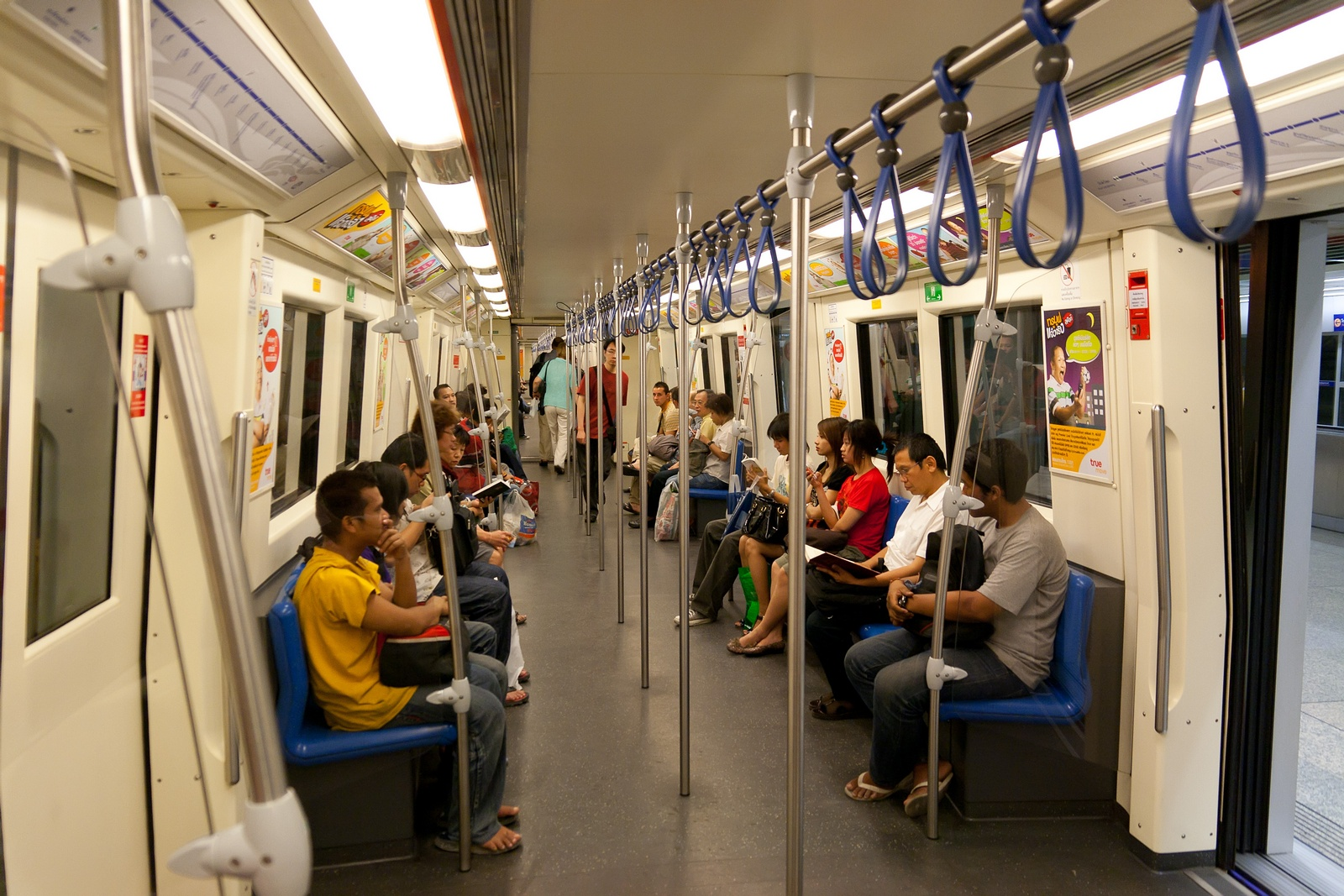
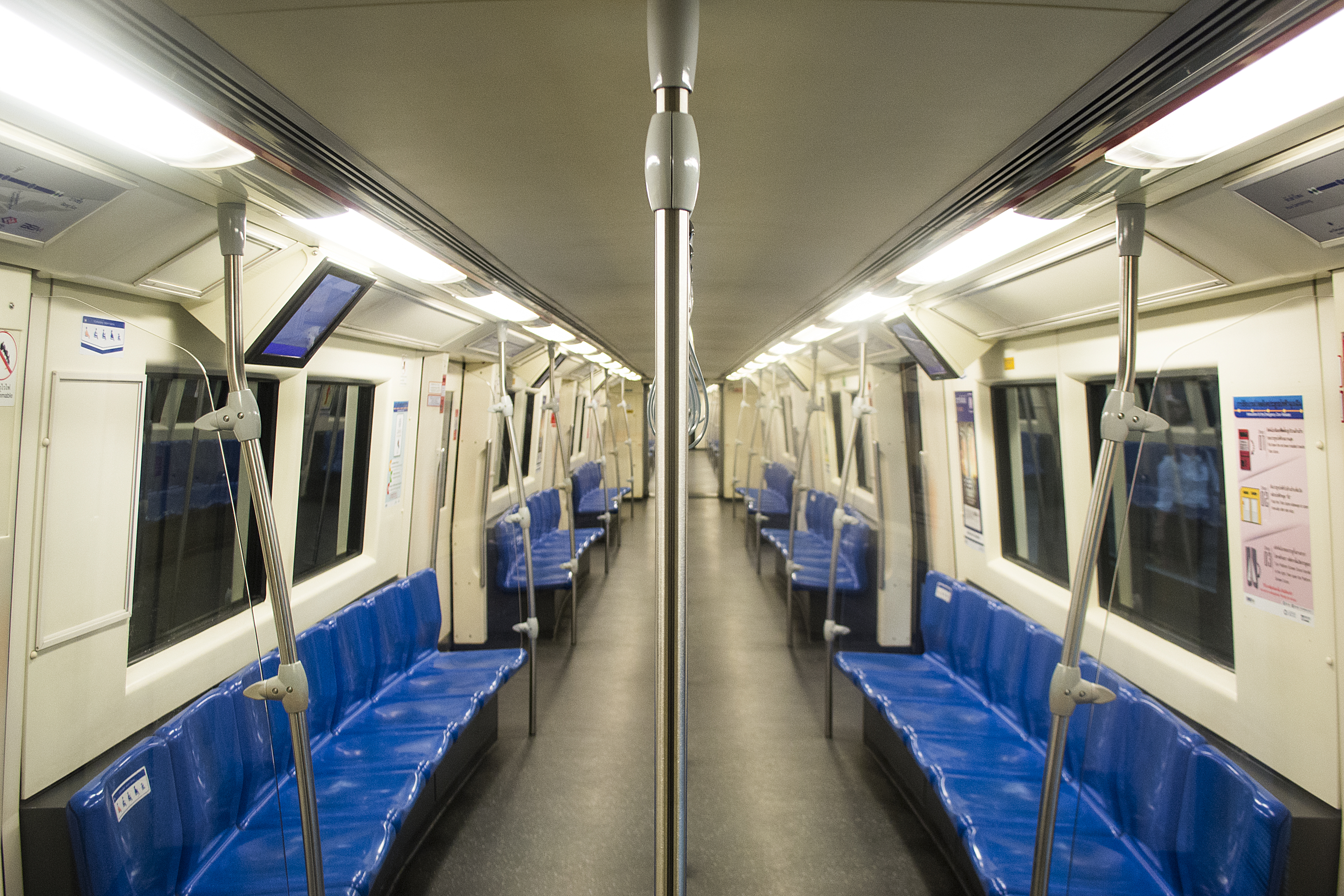
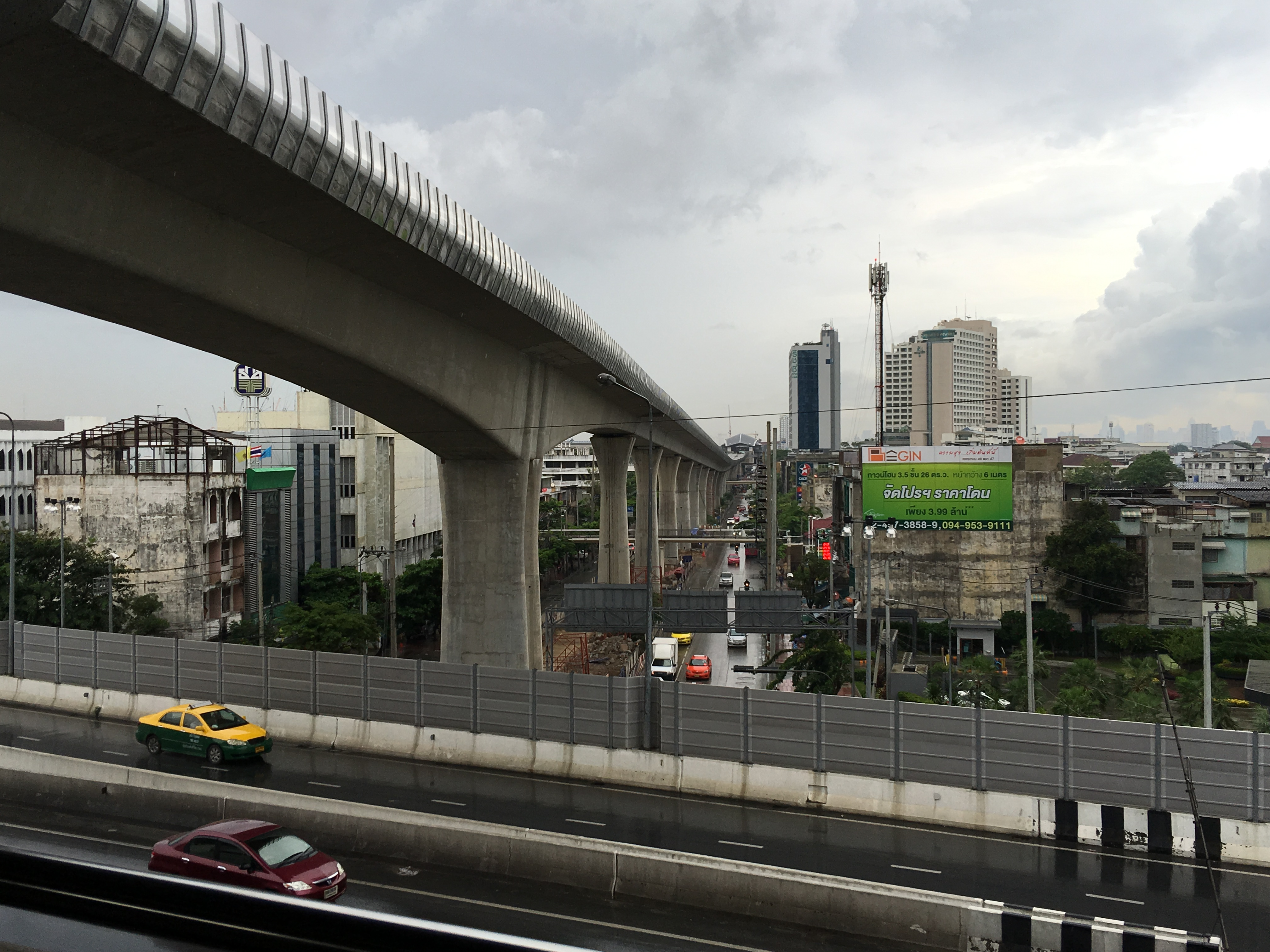
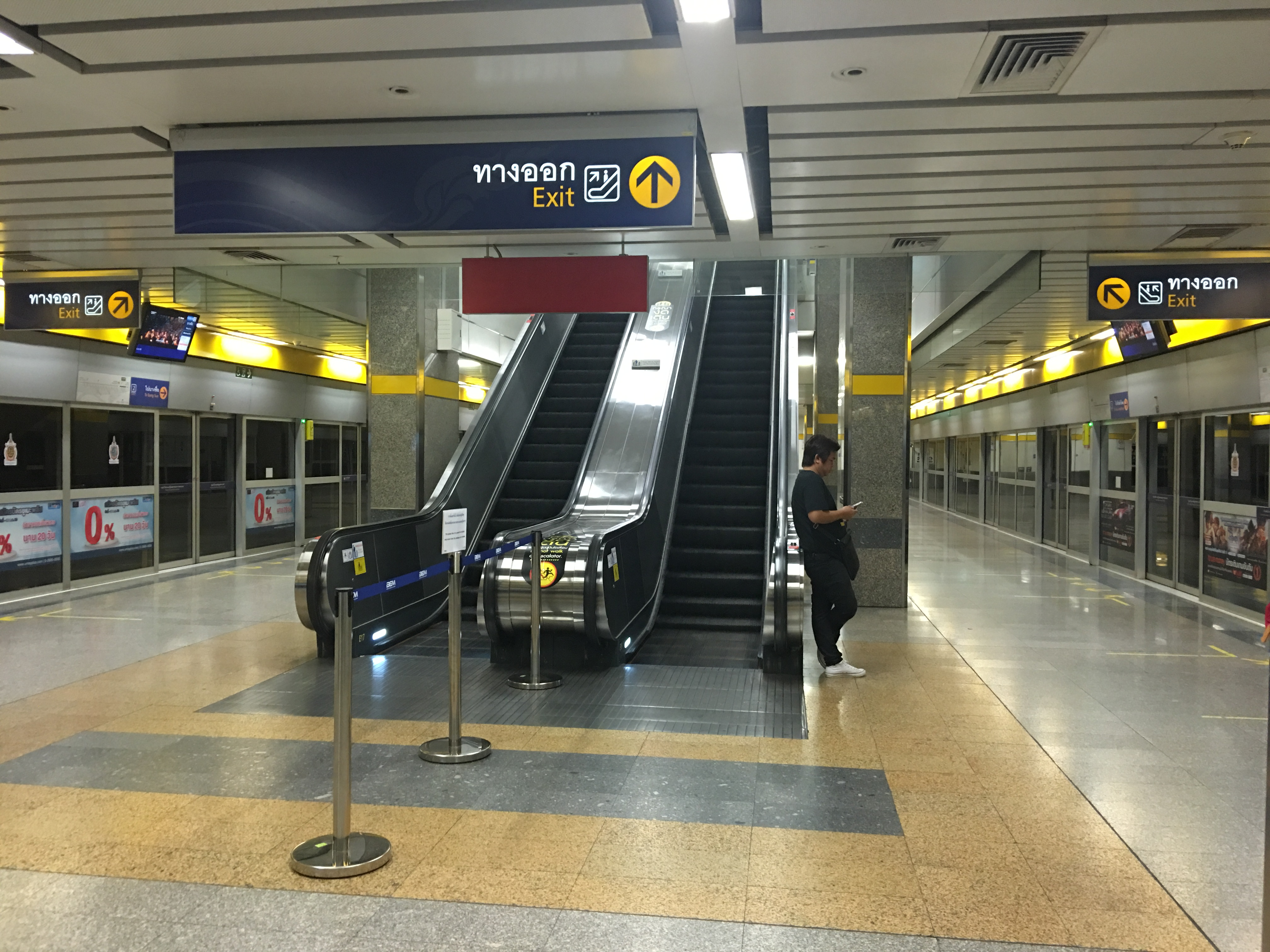